# Corydoras schwartzi
Corydoras schwartzi, é um peixe tropical da familia Callichthyidae, originária do Brasil, descrito pela primeira vez por F. Rössel em 1963. Trata-se de um Peixe que prefere viver em cardumes de no mínimo quatro exemplares que podem ser criados em um aquário, desde que este possua 80 litros por cardume e temperatura média de 25°C até 28°C, visto que que, como qualquer peixe, é sensível a variações bruscas de pH e temperatura na água.